# Bathybagrus
Bathybagrus é um género de peixe-gato da família Claroteidae.
Algumas fontes enumeram diversas espécies dentro do género Bathybagrus. No entanto, uma revisão recente dos peixes-gatos lista apenas a espécie B. tetranema.